# Orons bok
Orons bok (Livro do Desassossego)  är ett postumt verk av den portugisiske författaren Fernando Pessoa. 
Boken uppges vara skriven av Bernardo Soares, en av Pessoas många heteronymer, och består av dennes dagboksanteckningar, aforismer och filosofiska reflektioner. Orons bok anses vara ett av 1900-talets främsta litterära verk.

## Svenska utgåvor
- Orons bok 1991, ISBN 91-86536-48-6
- Orons bok (andra upplagan) 1999, ISBN 91-86536-47-8
- Orons bok (tredje upplagan) 2007, ISBN 978-91-86536-76-3